# Mocoví

Flagge der Mocoví

Die Mocoví sind ein indigenes Volk in der Region Gran Chaco in Südamerika (Hauptsächlich Provinz Chaco im Norden von Argentinien). Sie sprechen die Sprache Mocoví und sind eine der ethnischen Gruppen, die zu den Guaycuru-Völkern gehören. Bei der argentinischen Volkszählung 2010 gaben 22.439 Menschen an, zu den Mocoví zu gehören.
Es ist nicht viel über sie aus der Zeit bekannt, bevor die Spanier nach Südamerika kamen. Sie waren Nomaden und lebten vom Fischen, Jagen und Sammeln. Sie jagten Rehe und Hirsche und schliefen auf Tierfellen und in einfachen Unterkünften. Sie betrieben keinen Ackerbau, weil die Bodenverhältnisse dort, wo sie umherzogen, schlecht waren und es zu Überschwemmungen kam. Im Chaco-Wald wurden Handelsrouten entdeckt, die auf Handel schließen lassen, und man nimmt an, dass sie Felle und Federn gegen Gold-, Silber- und Kupfergegenstände tauschten. Die Mocoví führten häufig Krieg und schlossen sich gelegentlich mit Kriegern anderer Indianergesellschaften zusammen, um spanische Siedlungen entlang der Grenze zu überfallen.
Als die Jesuiten ankamen, lehrten sie die Mocovi, Landwirtschaft und Viehzucht zu betreiben, und sie wurden sesshaft. Inzwischen sind die Mocoví weitestgehend in die Mehrheitsgesellschaft assimiliert und viele Mitglieder der Volksgruppe können die Sprache Mocoví nicht mehr verstehen.